# Las lágrimas de Jennifer
Las lágrimas de Jennifer (Perché quelle strane gocce di sangue sul corpo di Jennifer? en su título original italiano, conocida internacionalmente como The Case of the Bloody Iris y What Are Those Strange Drops of Blood on Jennifer's Body?) es una película del subgénero giallo estrenada en Italia el 4 de agosto de 1972. Fue dirigida por Giuliano Carnimeo bajo su habitual pseudónimo de Anthony Ascott.

## Argumento
Una atractiva mujer es asesinada en un ascensor cuando acudía a una cita en un edificio de apartamentos. Entre los testigos del crimen se encuentran el profesor Isaacs (Georges Rigaud) y Mizar, una bailarina mulata que actúa en un club nocturno. Cuando Mizar también es asesinada en su propio apartamento, este es ocupado por la modelo Jennifer Lansbury (Edwige Fenech) y su amiga Marilyn Ricci (Paola Quattrini). Jennifer comienza a ser acosada por el misterioso asesino; los sospechosos incluyen al exmarido de Jennifer, a una mujer mayor y su hijo deforme, a una vecina lesbiana (Annabella Incontrera) y al propio arquitecto del edificio (George Hilton), quien sufre de una considerable fobia a la sangre.

## Producción
La película se rodó en la ciudad de Génova (Liguria, Italia).

## Reparto
- Edwige Fenech ... Jennifer Osterman
- George Hilton ... Andrea Barto
- Paola Quattrini ... Marilyn Ricci
- Annabella Incontrera ... Sheila Heindricks
- George Rigaud ... profesor Isaacs, padre de Sheila
- Giampiero Albertini ... Comisario Enci
- Franco Agostini ... Redi, ayudante del comisario
- Oreste Lionello ... Arthur, el fotógrafo
- Ben Carra ... exmarido de Jennifer
- Carla Brait ... Mizar Harrington
- Evi Farinelli ... víctima en el ascensor
- Gianni Pulone
- Carla Mancini
- Ettore Arena
- Antonio Basile
- Dolores Calò
- Enzo Mondino
- Francesco Narducci
- Gennarino Pappagalli
- Filippo Perego
- Luciano Pigozzi
- Maria Tedeschi

## Valoraciones
No aburre en ningún momento [...] Un competente thriller que ofrece abundante violencia y sexo para satisfacer a los más ardientes fans del giallo. (Mike Long)